# Bălaia (okręg Bacău)
Bălaia – wieś w Rumunii, w okręgu Bacău, w gminie Filipeni. W 2011 roku liczyła 101 mieszkańców.